# JB’s All Stars
JB’s All Stars war eine britisch-jamaikanische Band des Northern Soul und Funk. Sie wurde 1983 gegründet und bestand etwas mehr als zwei Jahre. Benannt war sie nach ihrem Gründer, dem Specials-Schlagzeuger John Bradbury, der unter den Spitznamen „Brad“ und „JB“ bekannt war.

## Geschichte
Bradbury, der neben seinem Engagement für die Reggaemusik eine Vorliebe für den Northern Soul entwickelt hatte, gründete JB’s All Stars 1983 nach dem Ende der Specials, während er noch immer für die Nachfolgeband The Special a.k.a. aktiv war. Zu den All Stars zählten unter anderem Reggae- und Funksänger Dee Sharp und Steve Nieve von Elvis Costellos Begleitband The Attractions. JB’s All Stars erhielten einen Vertrag bei RCA Records, wo ihre Schallplatten auf dem RCA-Victor-Label veröffentlicht wurden. Die Single One Minute Every Hour verpasste 1983 knapp eine Platzierung in den Top 75. Backfield in Motion – die Coverversion eines US-Top-Ten-Hits von Mel and Tim aus dem Jahre 1969 – kam im Februar 1984 auf Platz 48 der offiziellen britischen Singlecharts; die Schallplatte wurde auch als 12-Zoll-Version mit einem Club Mix auf der A-Seite veröffentlicht. Sign on the Dotted Line erreichte im selben Jahr noch Platz 97. Die fünfte und letzte Single der Band, Alphabet Army mit der B-Seite Al. Arm, erschien 1985 auf dem 2-Tone-Label. Beide Titel wurden 1998 auf dem CD-Sampler The Compact 2 Tone Story wiederveröffentlicht.

## Mitglieder
- JB (John) Bradbury – Schlagzeug, Drum Machine, Hintergrundgesang
- Dee Sharp – Gesang, Perkussion
- Steve Nieve – Klavier, Synthesizer
- Big George Webley – Bassgitarre
- Mark Hughes – Harmonika
- Jason Votier – Trompete, Flügelhorn
- Robert Amalhi – Rhythmusgitarre

## Diskografie
Von JB’s All Stars in Großbritannien veröffentlichte Singles:
- One Minute Every Hour (RCA, 1983)
- Backfield in Motion (RCA, 1984)
- Sign on the Dotted Line (RCA, 1984)
- Ready, Willing and Able (RCA, 1984)
- Alphabet Army (2 Tone, 1985)